# Perfect Paths
Perfect Paths je logickou videohrou od pražského týmu Hyperbolic Magnetism. Vyšla v roce 2014 pro iOS. Vývojáři ji vydali po finančním neúspěchu svého, jinak velmi kladně přijatého, předchozího projektu. Vytvořili ji za necelý měsíc a za dva týdny vydělala přes 100 000 Kč.

## Hratelnost
Hráč má za úkol dostat bloky do určeného místa. K tomu musí vytvářet cestu z šipek. Obtížnost se s levely stupňuje a většina levelů se dá splnit více způsoby.

## Přijetí
Hra byla kladně přijata recenzenty, kteří ocenili především hratelnost.